# Qareh Cheh
Qareh Cheh (persiska: قره چه) är en ort i Iran.   Den ligger i provinsen Khorasan, i den nordöstra delen av landet, 600 km öster om huvudstaden Teheran. Qareh Cheh ligger 1 384 meter över havet och antalet invånare är 247.
Terrängen runt Qareh Cheh är huvudsakligen kuperad, men österut är den bergig.Runt Qareh Cheh är det ganska glesbefolkat, med 38 invånare per kvadratkilometer. Närmaste större samhälle är Fārūj, 17,0 km sydväst om Qareh Cheh. Omgivningarna runt Qareh Cheh är i huvudsak ett öppet busklandskap.